# Red Hot Chili Peppers 1984 Tour
Red Hot Chili Peppers 1984 Tour – druga trasa koncertowa Red Hot Chili Peppers, która promowała ich debiutancki album Red Hot Chili Peppers.

## Program koncertów
1. "Baby Appeal"
2. "Buckie Down"
3. "Get Up and Jump"
4. "Grand Pappy Du Plenty"
5. "Green Heaven"
6. "Mommy Where's Daddy?"
7. "Out in L.A."
8. "Police Helicopter"
9. "True Men Don't Kill Coyotes"
10. "You Always Sing the Same"
11. "Why Don't You Love Me"
12. "Battleship"
13. "Blackeyed Blonde"
14. "Nevermind"
15. "Sex Rap"
16. "Yertle the Turtle"
17. "What It Is"

Covery:
1. "Nervous Breakdown"
2. "Owner a Lonely Heart"
3. "Rapper's Delight"